# Тимченко, Пётр Семёнович
Пётр Семёнович Тимченко (укр. Петро Семенович Тимченко; 9 июня 1928 год, село Павловщина — 27 апреля 2009 год, село Тополевое, Гребёнковский район, Полтавская область, Украина) — колхозник, бригадир тракторной бригады свеклосовхоза «Гребёнковский» Гребёнковского района Полтавской области, Украинская ССР. Герой Социалистического Труда (1973).

## Биография
Родился 9 июня 1928 года в селе Павловщина в крестьянской семье. Окончил семилетнюю школу в родном селе. Свою трудовую деятельность начал в 1946 году. Работал помощником комбайнёра, комбайнёром и трактористом в свеклосовхозе «Гребёнковский». В 1956 году окончил курсы заведующих мастерскими, после чего был назначен заведующим мастерской совхоза на Гребёнковском участке. Принимал участие в восстановлении предприятий Донбасса. В 1959 году был назначен бригадиром тракторной бригады.
В 1967 году бригада Петра Тимченко собрала на Гребёнковском участке свеклосовхоза в среднем по 40 центнеров озимой пшеницы с каждого гектара. Во время 8 пятилетки на Гребёнковском участке было собрано в среднем с каждого гектара по 35 центнеров зерновых, 370 центнеров сахарной свеклы и 52 центнера кукурузы. За эти трудовые достижения в 1971 году был награждён Орденом Ленина.
В 1973 году бригада Петра Тимченко собрала в среднем с каждого гектара по 37,7 центнеров зерновых, 506 центнеров сахарной свеклы и 24,9 центнера семян сахарной свеклы. В этом же году был удостоен звания Героя Социалистического Труда «за большие успехи, достигнутые во Всесоюзном социалистическом соревновании, и проявленную трудовую доблесть в выполнении принятых обязательств по увеличению производства и продажи государству зерна, сахарной свеклы, масличных культур и других продуктов земледелия в 1973 году».
Проработал в совхозе «Гребёнковский» до 1980 года. После выхода на пенсию проживал в селе Тополевое Гребёнковского района, где скончался в 2009 году.

## Награды
- Герой Социалистического Труда — указом Президиума Верховного Совета СССР от 8 декабря 1973 года
- Орден Ленина — дважды (8.04.1971; 1973)
- Медаль «За доблестный труд в Великой Отечественной войне 1941—1945 гг.»